# 單帶鸚竺鯛
單帶鸚竺鯛（學名：Ostorhinchus unitaeniatus），又稱單帶天竺鯛，為輻鰭魚綱鈎頭魚目天竺鯛科鸚竺鯛屬的其中一個種。

## 分布
本魚分布於澳洲西北部海域。

## 深度
水深1至60公尺。

## 特徵
本魚體延長而側扁，眼大，口大略下位。魚體微白色，從前鰓蓋骨的上緣到尾鰭基底具一深色縱紋，尾鰭分叉，背鰭硬棘8枚；背鰭軟條9枚；臀鰭硬棘2枚； 臀鰭軟條8枚，脊椎骨24個，體長可達6公分。

## 生態
本魚棲息於軟性底質的海域，白天躲藏隱密處，夜間出來覓食，屬肉食性，以多毛類或其它底棲甲殼類為食。繁殖期時，雄魚具有口孵習性，卵約7日化成仔魚，由雄魚吐出，具短暫的仔魚飄浮期。

## 經濟利用
不具任何經濟價值。